# Platja d'El Dólar
La platja de El Dólar és una arenal que es troba en la localitat espanyola de Arnao, en el concejo asturià de Castrillón. El grau d'urbanització i d'ocupació són alts i el seu entorn és industrial. El jaç té xicotetes zones de sorres de gra mitjà i de color fosc. Les baixades per als vianants són molt fàcils. Els graus d'urbanització i ocupació són molt baixos.
Per accedir a la platja cal prendre com a referències els nuclis poblacionals de Arnao i Salines. Des de la Platja de Salines es pot accedir circulant en direcció oest o bé des de Piedras Blancas en direcció est, cap a Arnao, sense entrar en la població, circumval·lant l'antiga fàbrica i deixar el cotxe en un petit aparcament que hi ha abans de creuar el túnel. No té cap servei i l'activitat recomanada és la pesca submarina o esportiva a canya.